# Salomón Solano
Salomón Solano Salazar (Ciudad Victoria, 19 settembre 1985) è un ex giocatore di football americano e allenatore di football americano messicano, che ha giocato come defensive tackle.
Dopo aver giocato per una squadra universitaria messicana è passato per i roster di diverse squadre di NFLE (Rhein Fire) di NFL (Detroit Lions e Baltimore Ravens), di AFL (Utah Blaze), di IFL (Green Bay Blizzard), di XLIF (Rio Grande Valley Sol), di NAIF (Lagartos de Tampico) e di IAFL (Rio Grande Valley Dorados).
Nel 2009 è stato defensive coordinator della nazionale Under-19 di football americano del Messico e l'anno successivo ha allenato la linea difensiva del Team World Under-19